# Professor Layton and the New World of Steam
Professor Layton and the New World of Steam is een puzzelavontuur computerspel ontwikkeld door Level-5. Het spel werd op 8 februari 2023 aangekondigd voor de Switch. Er is nog geen releasedatum bekend.

## Verhaal
Een jaar na de gebeurtenissen uit Professor Layton en de Verloren Toekomst reist de professor af naar Amerika om zijn vroegere leerling Luke op te zoeken. Luke is nu een detective en heeft een interessant mysterie dat hij samen met de professor wil oplossen, die in tegenstelling tot in zijn thuisland geen bekendheid geniet.

## Ontwikkeling
Tijdens de Nintendo Direct van 8 februari 2023 werd de terugkeer van Professor Layton aangekondigd met een zeer korte trailer waarin de titel te zien is. Een nieuw deel in de franchise leek onwaarschijnlijk nadat ontwikkelaar Level-5 al haar kantoren buiten Japan sloot vanwege financiële tegenslagen. Op 9 maart 2023 verscheen een trailer waarin de eerste details van het verhaal worden onthuld.